# Klaus Kratzel
Klaus Kratzel (* 3. März 1940 in Berlin; † 8. August 1965 ebenda) war ein Todesopfer an der Berliner Mauer, da er bei einem Fluchtversuch tödlich verunglückte. Er wurde bei dem Versuch, die Mauer zwischen den Stadtteilen Pankow und Wedding zu überwinden, im Grenzgebiet von einer S-Bahn erfasst und tödlich verletzt.

## Leben
Klaus Kratzel wurde in Berlin geboren und wuchs im Stadtteil Weißensee auf. Nach Abschluss der Schule absolvierte er eine Maurerlehre und arbeitete danach in diesem Beruf. Im April 1961 heiratete er, nach dem bereits zuvor eine gemeinsame Tochter geboren worden war. Wenige Tage nach dem Mauerbau entschloss sich Klaus Kratzel am 18. August 1961 auf Drängen seiner Schwiegereltern, zusammen mit diesen, seiner Frau und Tochter nach West-Berlin zu fliehen. Wie viele andere Flüchtlinge bezog die Familie zunächst ein Quartier im Notaufnahmelager Marienfelde, erst ein Jahr später erfolgte ein Umzug in eine eigene Wohnung. Kurze Zeit darauf wurde die zweite Tochter geboren. Im Jahr 1965 geriet Kratzel mehrfach in Zahlungsschwierigkeiten, worauf es zum Streit mit seiner Frau kam. Daraufhin verließ er seine Frau, fuhr zum Bahnhof Friedrichstraße und beantragte am dortigen Grenzübergang die Rückeinreise in die DDR. Nach dem vorgeschriebenen Aufenthalt in einem Aufnahmelager für Rückkehrer in Ost-Berlin, bereute er diese Entscheidung und entschloss sich zu einer erneuten Flucht nach West-Berlin. Diese sollte über die Gleisanlagen am S-Bahnhof Bornholmer Straße erfolgen. Die dortige S-Bahn-Strecke führte zwischen den Bahnhöfen Pankow und Schönhauser Allee auf einem Teilstück nahe der Bösebrücke direkt durch das Grenzgebiet. Am 8. August 1965 wurde von einem Triebwagenführer der S-Bahn um 23.30 Uhr gemeldet, dass sich im Tunnel in Höhe Görschbrücke eine männliche Leiche befinde. Ermittlungen der Grenztruppen der DDR ergaben, dass es sich um Klaus Kratzel handelte, der bei seiner Flucht sehr wahrscheinlich im Tunnel von einer S-Bahn erfasst und tödlich verletzt worden war. Auf seinem Weg bis zu dieser Stelle war es ihm offenbar geglückt, unbemerkt die Hinterlandsmauer zu überwinden. Der Fundort des Leichnams befand sich ungefähr 500 Meter von der letzten Grenzmauer zu West-Berlin entfernt.
Da die Untersuchungen von den Behörden der DDR als Militärgeheimnis eingestuft wurden, erfuhren die Angehörigen lediglich, dass er bei einem Bahn-Unfall tödlich verletzt wurde. Da der Familie seine Fluchtabsichten bekannt waren, bestand über viele Jahre der Verdacht, dass Klaus Kratzel an der Berliner Mauer erschossen worden sei. Erst nach der Deutschen Wiedervereinigung erhielten die Angehörigen Einsicht in die Ermittlungsakten. Im Jahr 1991 bestätigten Untersuchungen der Staatsanwaltschaft Berlin die unfallbedingte Todesursache.
Heute wird an ihn am Mahnmal Fenster des Gedenkens der Gedenkstätte Berliner Mauer erinnert: in einem der Fenster befindet sich ein Bild von ihm.

## Hintergrund
- Ungefähr 20 Minuten nach dem Auffinden des Leichnams von Klaus Kratzel gelang es dem Flüchtling Manfred L. nur wenige hundert Meter weiter südlich, die Grenzanlagen nach West-Berlin zu überwinden.
- Der betreffende S-Bahn-Tunnel existiert heute nicht mehr; nach der Deutschen Wiedervereinigung wurde die von Pankow führende Strecke wieder in den Bahnhof Bornholmer Straße eingefädelt, wobei ein neuer Tunnel unmittelbar nördlich der Bösebrücke gebaut wurde.